# 费拉斯-德瓦斯孔塞卢斯
费拉斯-德瓦斯孔塞卢斯是巴西圣保罗州的一个市镇。总面积30.071平方公里，总人口176532人，人口密度5870.5人/平方公里。